# Biorbitella nigronotata
Biorbitella nigronotata är en tvåvingeart som först beskrevs av Oswald Duda 1930.  Biorbitella nigronotata ingår i släktet Biorbitella och familjen fritflugor. Inga underarter finns listade i Catalogue of Life.